# Gemechu Dida
Gemechu Dida (12 settembre 1999) è un mezzofondista etiope.

## Palmarès
| Anno | Manifestazione      | Sede     | Evento        | Risultato | Prestazione | Note |
| ---- | ------------------- | -------- | ------------- | --------- | ----------- | ---- |
| 2019 | Giochi panafricani  | Rabat    | 5000 m piani  | 10º       | 13'46"40    |      |
| 2024 | Africani di cross   | Hammamet | Individuale   | Bronzo    | 28'58"      |      |
| 2024 | Giochi panafricani  | Accra    | 10000 m piani | Argento   | 29'45"68    |      |
| 2024 | Campionati africani | Douala   | 10000 m piani | Argento   | 28'52"78    |      |

## Campionati nazionali
2021
- 4º ai campionati etiopi, 5000 m piani - 13'42"9

2022
- Bronzo ai campionati etiopi, 10000 m piani - 28'30"0

## Altre competizioni internazionali
2018
- 5º Glasgow Müller Indoor Grand Prix ( Glasgow), 3000 m piani indoor - 7'42"14

2019
- 6º agli FBK Games ( Hengelo), 5000 m piani - 13'17"47

2022
- 5º alla Mezza maratona di Delhi ( Nuova Delhi) - 1h00'51"
- Argento alla Roma-Ostia ( Roma) - 59'21"

2023
- 8º all'Athletissima ( Losanna), 5000 m piani - 13'03"50
- 8º alla World 10K Bangalore ( Bangalore) - 28'37"
- Bronzo alla Mezza maratona di Copenaghen ( Copenaghen) - 59'31"
- 4º alla Mezza maratona di Ras Al Khayma ( Ras Al Khayma) - 59'53"

2024
- 4º alla Mezza maratona di Valencia ( Valencia) - 58'39"

2025
- 13º al Meeting de Paris ( Parigi), 5000 m piani - 13'05"89
- 15º ai Bislett Games ( Oslo), 5000 m piani - 13'15"91
- Oro alla Mezza maratona di Berlino ( Berlino) - 58'43"
- Argento alla Mezza maratona di Ras Al Khayma ( Ras Al Khayma) - 59'25"